# Port Angeles
Port Angeles ist eine Stadt im Pazifischen Nordwesten im US-Bundesstaat Washington und ist Verwaltungssitz des Clallam County. Die Stadt hatte im Jahr 2020 19.960 Einwohner und ist damit die größte Stadt des Clallam County.

## Geographie

### Geographische Lage
Port Angeles liegt am nördlichen Ende der Olympic-Halbinsel an der Küste der Juan-de-Fuca-Straße, welcher ein Meeresarm des Pazifischen Ozeans ist. Die Stadt befindet sich zudem nördlich des Olympic National Park, dessen Hauptquartier in Port Angeles angesiedelt ist.
Port Angeles liegt 17 m über dem Meeresspiegel. Die Koordinaten von Port Angeles sind 48° 7′ N, 123° 26′ W. Laut dem United States Census Bureau hat Port Angeles eine Fläche von 37,61 km², wovon 27,71 km² Land und 9,89 km² Wasser sind.
Port Angeles liegt ca. 21 km südlich der kanadischen Vancouver Island und ca. 32 km von Victoria. Seattle, die größte Stadt des Staates Washington liegt ca. 100 km östlich von Port Angeles.

### Klima
Port Angeles befindet sich im Regenschatten der Olympic Mountains, weswegen in der Stadt deutlich weniger Niederschlag als in anderen Orten in der Region fällt.
|                        | Jan   | Feb   | Mär   | Apr   | Mai   | Jun   | Jul   | Aug   | Sep   | Okt   | Nov    | Dez   |   |       |
| Mittl. Temperatur (°C) | 4,8   | 5,3   | 6,6   | 8,9   | 12,1  | 14    | 16,1  | 16,1  | 14,4  | 10,2  | 6,7    | 4,7   | ⌀ | 10    |
| Mittl. Tagesmax. (°C)  | 7,1   | 7,8   | 9,4   | 12,2  | 15,3  | 17,4  | 19,6  | 19,7  | 18,1  | 13,1  | 9,2    | 6,9   | ⌀ | 13    |
| Mittl. Tagesmin. (°C)  | 2,5   | 2,8   | 3,7   | 5,6   | 8,7   | 10,7  | 12,5  | 12,6  | 10,8  | 7,3   | 4,2    | 2,6   | ⌀ | 7     |
|                        |       |       |       |       |       |       |       |       |       |       |        |       |   |       |
| Niederschlag (mm)      | 96,77 | 61,21 | 59,34 | 39,88 | 27,43 | 27,43 | 13,97 | 17,01 | 30,99 | 80,26 | 111,51 | 107,7 | Σ | 673,5 |

| 2,5 |

| 2,8 |

| 3,7 |

| 5,6 |

| 8,7 |

| 10,7 |

| 12,5 |

| 12,6 |

| 10,8 |

| 7,3 |

| 4,2 |

| 2,6 |

| 2,5 |

| 2,8 |

| 3,7 |

| 5,6 |

| 8,7 |

| 10,7 |

| 12,5 |

| 12,6 |

| 10,8 |

| 7,3 |

| 4,2 |

| 2,6 |

| N i e d e r s c h l a g | 96,77 | 61,21 | 59,34 | 39,88 | 27,43 | 27,43 | 13,97 | 17,01 | 30,99 | 80,26 | 111,51 | 107,7 |
|                         | Jan   | Feb   | Mär   | Apr   | Mai   | Jun   | Jul   | Aug   | Sep   | Okt   | Nov    | Dez   |

## Geschichte

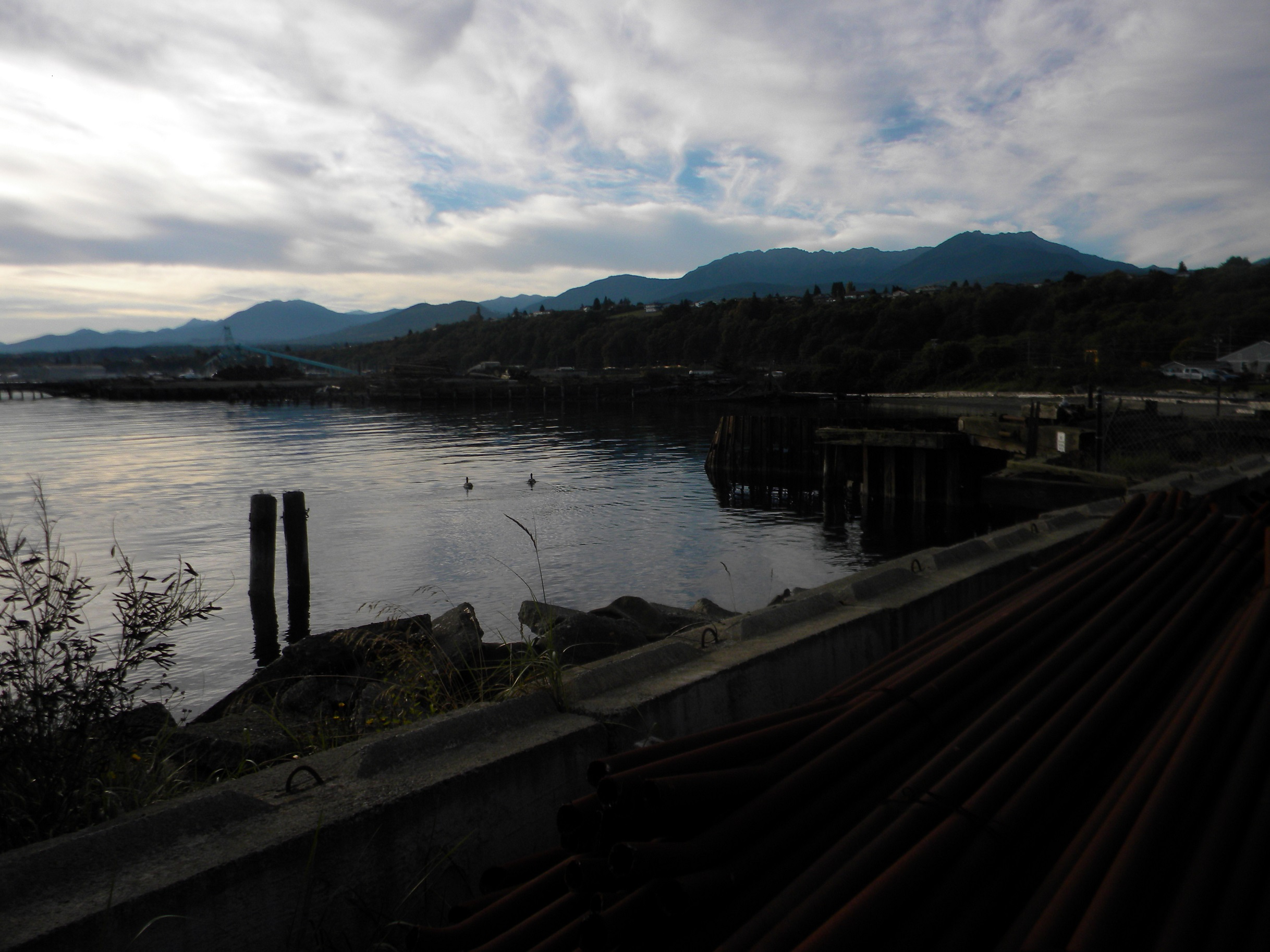
Stelle an der sich das Dorf Tse-whit-zen befand

Vor Ankunft der europäischen Siedler lebten im Norden der Olympic-Halbinsel Stämme amerikanischer Ureinwohner wie die Klallam und die Makah.
Am Fuß der Ediz Hook, einer Nehrung in Port Angeles, befand sich das Dorf Tse-whit-zen des Klallam-Stammes Lower Elwha. Das Dorf wurde 2003 bei Bauarbeiten entdeckt und durch Ausgrabungen, bei denen Stammesangehörige der Klallam und Archäologen zusammenarbeiteten, die Überreste von 335 Menschen sowie über 100.000 Artefakte geborgen. Untersuchungen ergaben, dass der Ort seit spätestens 750 v. Chr. besiedelt war, also etwa zur gleichen Zeit, zu der Rom gegründet wurde. Die Bauarbeiten wurden daraufhin eingestellt.
Am 10. August 1774 wurde die Olympic-Halbinsel zum ersten Mal von einem Europäer gesichtet, dem spanischen Entdecker Juan Perez. Die Meerenge zwischen der Olympic-Halbinsel und Vancouver Island wurde 1787 vom englischen Schiffskapitän und Pelzhändler Charles William Barkley nach dem griechischen Seefahrer Juan de Fuca (auch bekannt als Apostolos Valerianos) benannt, welcher im Dienst der spanischen Krone stand. Dieser behauptete, die Meerenge bereits 1592 gefunden zu haben, jedoch geht die Benennung nach ihm auf Charles Barkley zurück.
Der Hafen wurde 1791 vom spanischen Entdecker Francisco de Eliza auf den Namen „El Puerto de Nuestra Senora de los Angeles“ getauft. Ein Jahr später wurde der Name auf Porto de los Angeles verkürzt. Der Hafen wurde später „False Dungeness“ genannt, da Ediz Hook Ähnlichkeiten mit der Dungeness Spit, einer anderen Nehrung rund 17 km östlich, aufweist. Später wurde der Hafen „Cherbourg“ in Anlehnung an die gleichnamige Stadt in Frankreich genannt. Am 6. Juni 1862 erhielt Port Angeles seinen heutigen Namen.
Die eigentliche Besiedlung von Port Angeles begann lange nach der Entdeckung durch die Europäer, in den 1850ern, nachdem 1846 im Oregon Treaty die Grenze zwischen den Vereinigten Staaten und dem Vereinigten Königreich (später Kanada) entlang des 49. Breitengrades festgelegt wurde.
Victor Smith gilt als Gründer von Port Angeles. Er kam 1861 als Zollbeamter nach Port Townsend, einer Stadt rund 50 km östlich von Port Angeles. Smith verlegte den Einlaufhafen von Port Townsend nach Port Angeles und somit das Zollhaus in die Nähe eines Stücks Land, welches Smith bereits erworben hatte. Einen Tag danach, am 19. Juni 1862, verfügte US-Präsident Abraham Lincoln die Reservierung von 3.500 Hektar Land für Militär und Marine. Das Stück Land, welches für das Militär reserviert wurde, ist heute bekannt als Lincoln Park. Durch den Tod von Victor Smith im Jahre 1865 wurde der Port of Entry wieder zurück nach Port Townsend verlegt und Port Angeles glich danach einer Geisterstadt. Nachdem der Pazifische Nordwesten durch die Eisenbahn erschlossen wurde, änderte sich das im Laufe der 1880er Jahre.
Im Mai 1887 wurde die „Puget Sound Cooperative Colony“ östlich der Mündung des Ennis Creek gegründet. Dadurch kamen viele Menschen nach Port Angeles. Lag die Einwohnerzahl Anfang des Jahres 1890 noch unter 50, so stieg sie zur Jahresmitte desselben Jahres auf über 1.000. Im Juni 1890 wurde John Dyke zum ersten Bürgermeister von Port Angeles gewählt. Am 11. Juni 1890 wurde Port Angeles das Stadtrecht verliehen und im November 1890 zum Verwaltungssitz des Clallam County gewählt. Einen Monat später, im Dezember 1890, wurde Willard Brumfield in der ersten regulären Wahl zum Bürgermeister gewählt. Port Angeles wuchs rasch und die wichtigsten Wirtschaftszweige der Stadt waren die Holz-, Milch- und Landwirtschaft. Die Kolonisten bauten die erste Schule und Kirche sowie ein Opernhaus. Zu Hochzeiten lebten über 1.000 Menschen in der Kolonie, welche jedoch 1894 bankrottging.

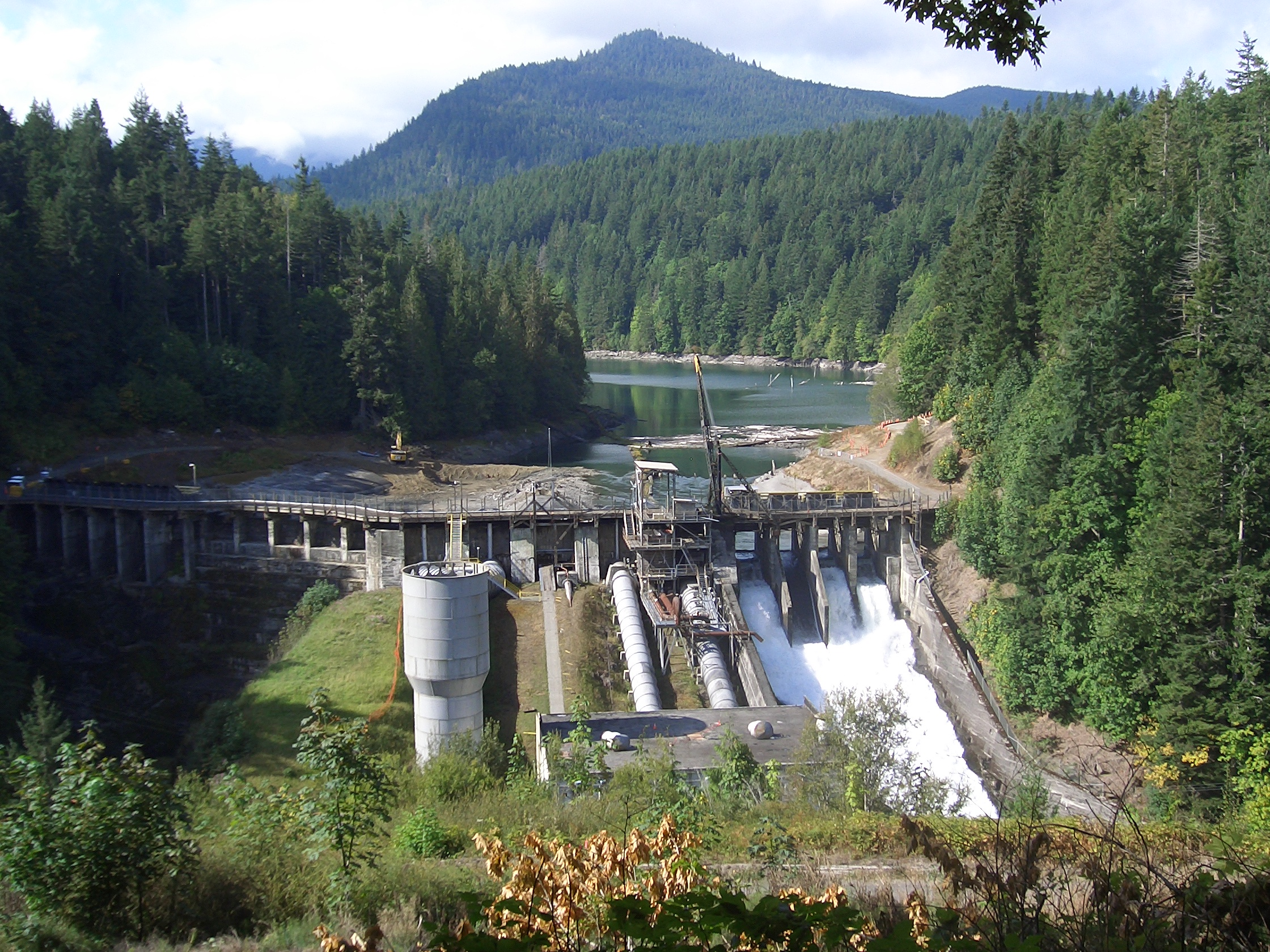
Abrissarbeiten am Elwha-Damm im September 2011

Seit 1922 gibt es den Hafen der Stadt. Große Teile der Pazifikflotte besuchten den Hafen jeden Sommer während der 1920er und 1930er Jahre. Danach wurden die Besuche der Pazifikflotte immer seltener und wurden schließlich in den 1980ern eingestellt. Durch Anstrengungen der lokalen Bevölkerung gibt es aktuell wieder regelmäßige Besuche der Pazifikflotte in Port Angeles.
Im Jahr 1913 wurde der Lower Elwha-Damm fertiggestellt um die Bevölkerung und vor allem die Papierfabriken der Stadt mit Strom zu versorgen. Durch diesen und Glines Canyon-Damm, welcher sich 14 Kilometer flussaufwärts befand, wurde der Durchfluss für Lachse blockiert, in dessen Folge die Population zusammenbrach. Ein Stamm der indigenen Klallam, welcher an der Mündung des Elwha lebt, war von den Lachsen abhängig. Nach jahrzehntelangen Kämpfen des Stammes und Naturschützern und Verabschiedung eines entsprechenden Gesetzes im Jahre 1992 durch den Kongress wurden beide Dämme zwischen 2011 und 2014 abgerissen. Aktuell wird an der Wiederherstellung des Naturzustandes des Elwha River gearbeitet.

## Bevölkerung
Nach dem Census 2020 hatte Port Angeles 19.960 Einwohner, während es 2010 noch 19.038 waren. Die Bevölkerungsdichte betrug 720 Einwohner pro Quadratkilometer. Es gab 8.783 Haushalte in Port Angeles, in denen jeweils durchschnittlich 2,20 Personen lebten.
Die Bevölkerung setzte sich zusammen aus 86,9 % Weißen, 1,5 % Afroamerikanern, 2,8 % amerikanische Ureinwohner sowie 2,5 % Asiaten. 6,3 % der Einwohner hatten eine andere Abstammung. 5,2 % stammten von zwei oder mehr ethnischen Gruppen ab. Unabhängig der ethnischen Zugehörigkeit waren 6,6 % der Bevölkerung spanischer oder lateinamerikanischer Abstammung.
21,2 % der Bevölkerung war unter 18 Jahre alt, 57,5 % waren zwischen 18 und 64 und 21,3 % waren 65 Jahre oder älter. 51,1 % der Bevölkerung war weiblich.
Das mittlere jährliche Einkommen eines Haushalts lag bei 47.256 USD. Das Pro-Kopf-Einkommen lag bei 27.297 USD. 17,4 % der Bevölkerung lebte unterhalb der Armutsgrenze. Somit ist der Anteil der Menschen die in Armut leben in Port Angeles signifikant höher als im amerikanischen Bundesdurchschnitt (10,5 %).

## Infrastruktur
Port Angeles liegt an der US Route 101, welche in Washington den Beinamen „Pacific Highway“ trägt. Dort erreicht die US 101 ihren nördlichsten Punkt. Unweit von Port Angeles zweigt die Washington State Route 112, auch „Strait of Juan de Fuca Highway“ genannt, aus der US Route 101 ab, die Port Angeles mit dem Nordzipfel der Olympic-Halbinsel verbindet.
Der Hafen von Port Angeles ist durch seine Wassertiefe schon immer ein attraktiver Standort für kommerziellen Fischfang gewesen. Des Weiteren betreibt der Hafen einen Boot- sowie einen Yachthafen.
Auf Ediz Hook gibt es zudem eine Station der US Coast Guard. Sie wurde 1935 errichtet und ist damit die älteste Station der Küstenwache im ganzen Land.
Ca. 4,5 km westlich des Stadtzentrums liegt der William R. Fairchild International Airport, der von der Hafengesellschaft Port of Port Angeles betrieben wird. Der Flughafen betreibt aktuell keinen kommerziellen Passagierverkehr. Jedoch wollte die Airline Dash Air Shuttle ab dem dritten Quartal 2021 Port Angeles über den Flugweg mit dem Seattle-Tacoma-International Airport verbinden. Nach Angaben der Airline soll der Flug von Port Angeles nach SeaTac eine halbe Stunde dauern. Von dort haben dann die Passagiere Anschluss an Ziele in Nordamerika, Asien und Europa. Die Pläne wurden jedoch durch die Corona-Pandemie verzögert und durch eine Beschwerde des Konkurrenten Kenmore Air beim US-Verkehrsministerium vorerst unterbunden.
Über den Seeweg gibt es mehrmals täglich Autofährverbindungen über die kanadische Grenze nach Victoria. Die Fahrt, der durch die Black Ball Ferry Line eingesetzten Coho, dauert dabei rund 90 Minuten.

## Bildung
In Port Angeles befindet sich der Hauptcampus des Peninsula College. Weitere Einrichtungen befinden sich ca. 50 km östlich in Port Townsend und ca. 73 km südwestlich in Forks.

## Popkultur
In der Romanreihe „Bis(s)“ von Stephanie Meyer wird Port Angeles mehrmals erwähnt.
Szenen für den Film „Jagd auf Roter Oktober“ wurden in der Juan-de-Fuca-Straße, nördlich von Port Angeles, gedreht.

## Persönlichkeiten
- James G. Mead (* 1943), Cetologe
- Matthew Dryke (* 1958), Sportschütze
- John Elway (* 1960), American-Football-Spieler und -Funktionär
- Derek Kilmer (* 1974), Politiker